# Mahoning County
Mahoning County er et county i den amerikanske delstat Ohio. Amtet ligger i den nordøstlige del af delstaten og det grænser mod Trumbull County i nord, Columbiana County i syd, Stark County i sydvest og mod Portage County i nordvest. Amtet grænser desuden op imod delstaten Pennsylvania i øst.
Mahoning Countys totale areal er 1.097 km², hvoraf 21 km² er vand. I 2000 havde amtet 257.555 indbyggere,
Amtets administration ligger i byen Youngstown.
Amtet blev grundlagt i 1812

## Demografi
Ifølge folketællingen fra 2000 boede der 257.555 personer i amtet. Der var 102.587 husstande med 68.835 familier. Befolkningstætheden var 239 personer pr. km². Befolkningens etniske sammensætning var som følger: 81,04 % hvide, 15,87 % afroamerikanere, 0,17 % indianere, 0,47 % asiater, 0,03 % fra Stillehavsøerne, 1,03 % af anden oprindelse og 1,38 % fra to eller flere grupper.
Der var 102.587 husstande, hvoraf 28.40 % havde børn under 18 år boende. 49,00 % var ægtepar, som boede sammen, 14,10 % havde en enlig kvindelig forsøger som beboer, og 32,90 % var ikke-familier. 29,10 % af alle husstande bestod af enlige, og i 13,10 % af tilfældene boede der en person som var 65 år eller ældre.
Gennemsnitsindkomsten for en husstand var $35.248 årligt, mens gennemsnitsindkomsten for en familie var på $44.185 årligt.